# ロッディーノ
ロッディーノ（伊: Roddino）は、イタリア共和国ピエモンテ州クーネオ県にある、人口約400人の基礎自治体（コムーネ）。

## 地理

### 位置・広がり
| 隣接するコムーネは以下の通り。 - チェッレート・ランゲ - チッソーネ - ドリアーニ - モンフォルテ・ダルバ - セッラルンガ・ダルバ - セッラヴァッレ・ランゲ - シーニオ |

#### 地震分類
イタリアの地震リスク階級 (it) では、4 に分類される
。

## 行政

### 分離集落
ロッディーノには、以下の分離集落（フラツィオーネ）がある。
- Corini, Costepomo, Lopiano, Masserie, Noè, Pozzetti, San Lorenzo, Santa Margherita, Santa Maria

## ギャラリー

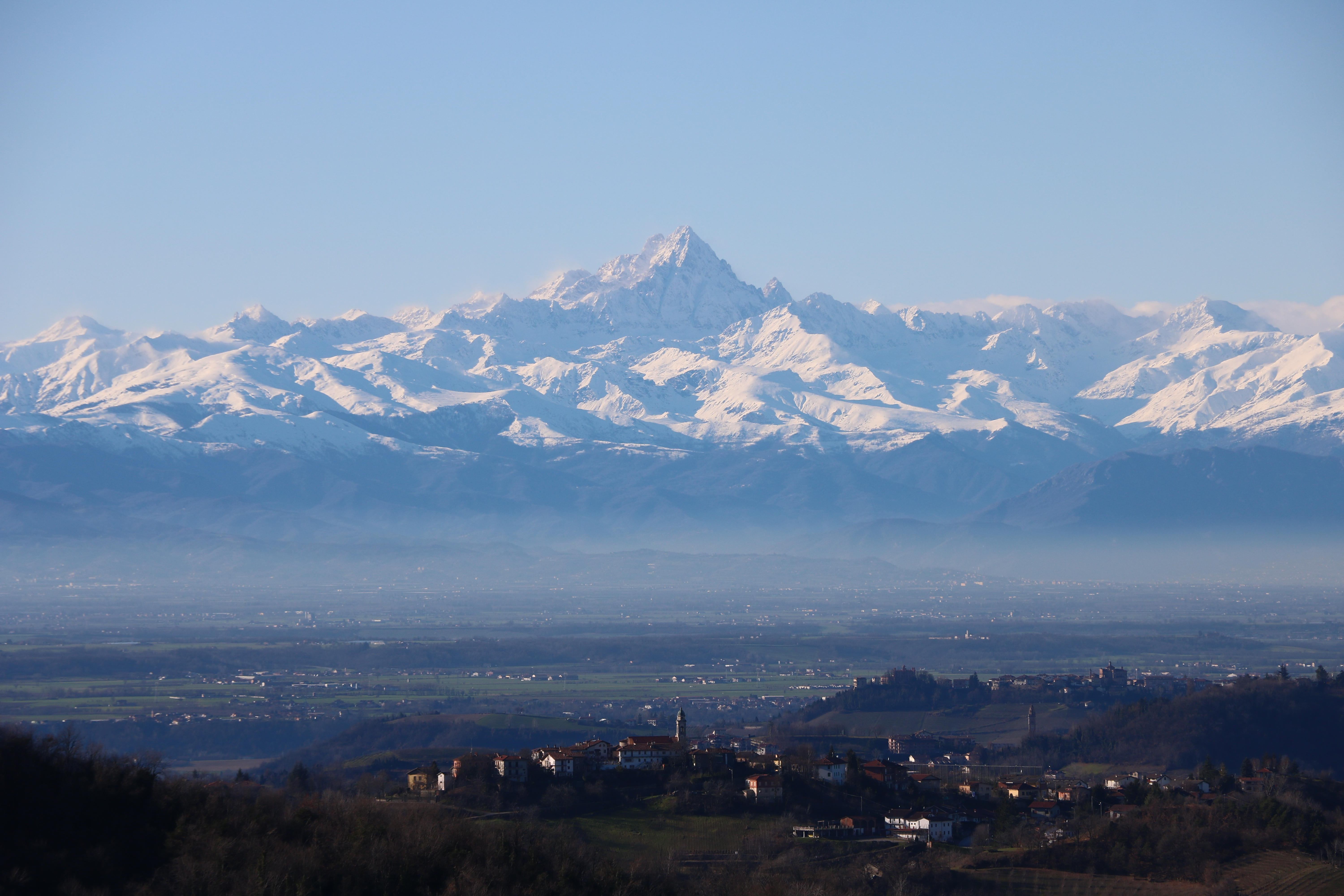
Roddino visto da セッラヴァッレ・ランゲ.
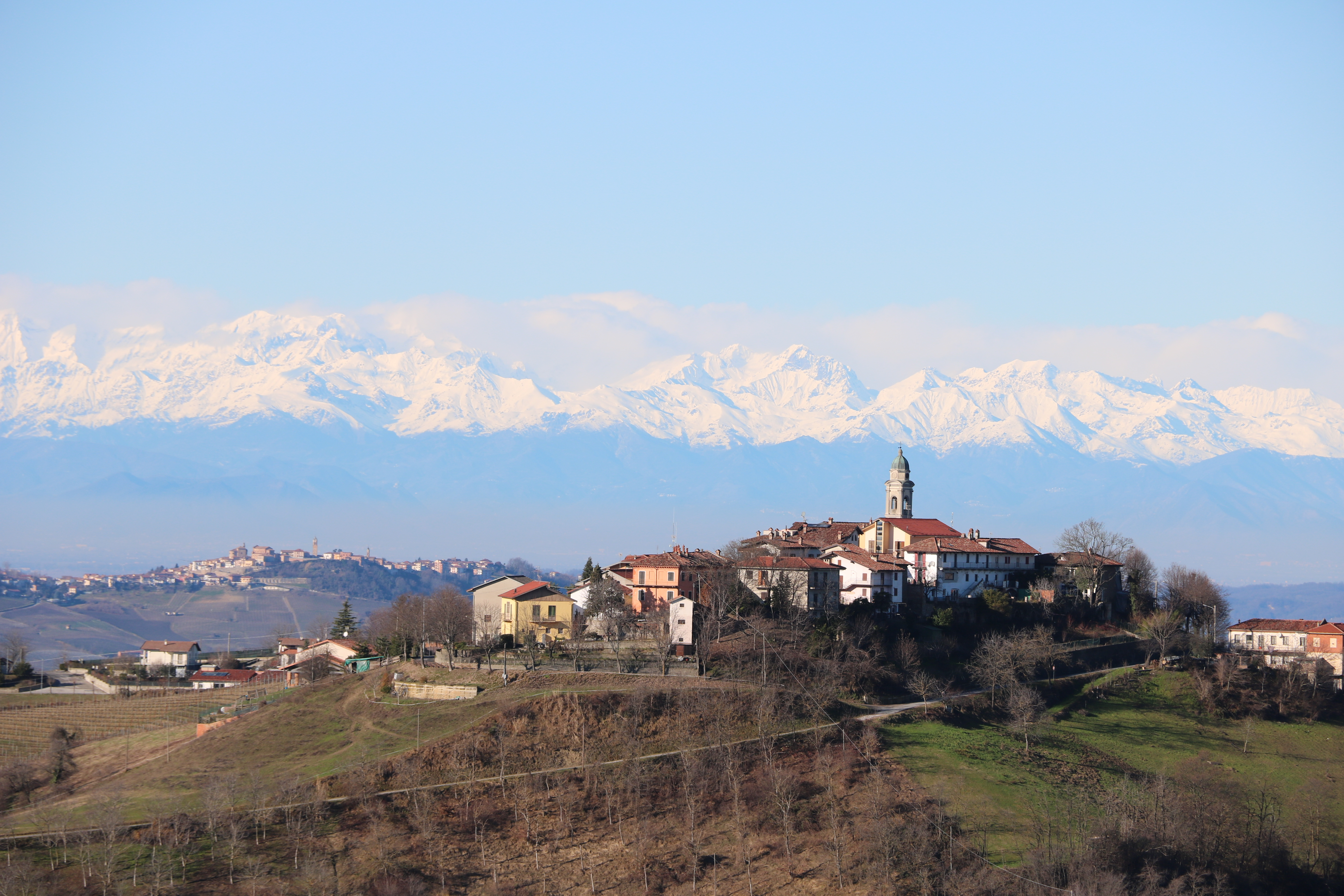
Roddino visto da チッソーネ.
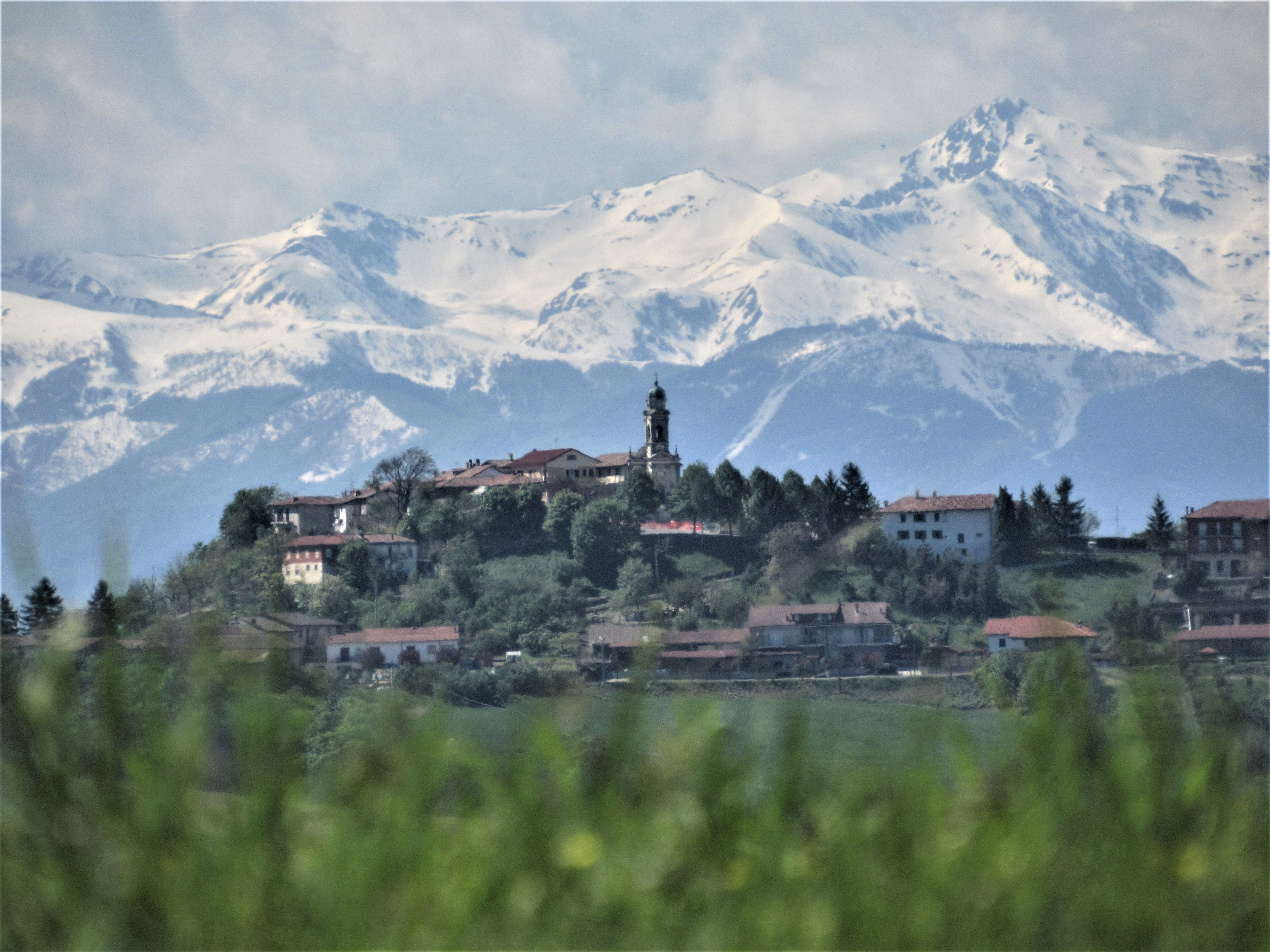
Roddino visto da シーニオ.